# Boophis ankarafensis
A Boophis ankarafensis a kétéltűek (Amphibia) osztályába, a békák (Anura) rendjébe és az aranybékafélék (Mantellidae) családjába tartozó faj. Neve élőhelyére, az Ankarafa erdőre utal.

## Előfordulása
A faj Madagaszkár endemikus faja. Az ország északnyugati részén a Sahamalaza-Iles Radama Nemzeti Parkban az Ankarafa erdőben honos. A megfigyelt egyedek többsége hím volt, melyek éjjel, folyópartokon hallatták hangjukat. A növényzeten, 0,5–2 m-es magasságban tartózkodtak, többnyire egymás közelében. A nőstényeket többnyire párzás közben figyelték meg, egy magányos nőstényt a folyótól 30 m-re 3 m-es magasságban találtak.
A Boophis ankarafensis fajt csak háborítatlan erdőben figyelték meg, úgy tűnik, hogy érzékeny az emberi környezet által okozott zavarásra. A faj besorolása súlyosan veszélyeztetett, mivel elterjedési területe kicsi (valószínűleg kevesebb mint 10 km²), az Ankarafa erdőn kívül nem ismert, és az erdőben nagyfokú erdőirtás folyik.

## Megjelenése

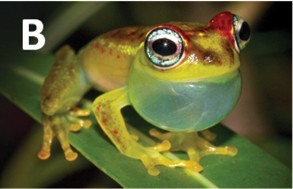

Kis méretű békafaj, a kifejlett hímek mérete 23–24 mm, az egyetlen megfigyelt nőstényé 29 mm volt. Teste karcsú, feje szélesebb, mint testének többi része. Hátának és végtagjainak alapszíne világoszöld, úszóhártyája, ujjai és ujjkorongjai sárgászöldek. Hátát és végtagjait vörösesbarna és sárga pigmentpettyek tarkítják; szeme mögül induló és a mellső végtagjáig húzódó vékony sárga csíkok futnak végig, melyek teste közepén elhalványulnak. Szemei között vörösesbarna pigmentáció húzódik, ami kiterjed a szemek feletti területre is, és halványan lehúzódik az orrcsúcsára.